# BUB1B
La serina/treonina cinasa de punto de control mitótico BUB1 beta (BUB1B) es una enzima codificada en humanos por el gen HGNC BUB1B .
Este gen codifica una cinasa implicada en la función del punto de control de la mitosis o del ensamblaje del huso mitótico. Esta proteína ha sido localizada en el cinetocoro y juega un importante papel en la inhibición del complejo promotor de la anafase/ciclosoma (APC/C), retrasando la entrada en anafase y asegurando una correcta segregación de los cromosomas. Se has asociado diversos tipos de cáncer con anomalías encontradas en la función del punto de control del huso mitótico.
Esta enzima pertenece a la familia de las serina/treonina proteína cinasas no específicas (EC 2.7.11.1).

## Interacciones
La proteína BUB1B ha demostrado ser capaz de interaccionar con:
- AP2B1[2]
- HDAC1[3]
- BUB3[2][4][5]
- MAD2L1[4]
- Sinucleína gamma[6]
- BRCA2[7]
- CDC20[4][8][9][10][11][12]